# Curt Cremer
Curt Cremer (* 24. Dezember 1926 in Aachen; † 21. September 2016 in Bad Boll) war ein deutscher Dirigent.

## Leben
Curt Cremer spielte bereits im Alter von 15/16 Jahren als 2. Klarinettist im Kurorchester seiner Heimatstadt Aachen. Mit 16/17 Jahren entstand bei ihm während eines Opernbesuchs am Stadttheater Aachen der Berufswunsch, Dirigent zu werden. Er studierte Klavier, Klarinette und Orgel in Aachen und an der Musikhochschule Stuttgart.
Nach dem Zweiten Weltkrieg wurde er im Alter von 22 Jahren als Schauspielmusikdirektor an das Württembergische Staatsschauspielhaus in Stuttgart verpflichtet. Vier Jahre später wurde er dort zum Kapellmeister ernannt. Parallel dazu fungierte er als Assistent von Ferdinand Leitner, dem damaligen Generalmusikdirektor der Staatsoper Stuttgart. Eine kurzfristige musikalische Übernahme der unter Dirigenten als schwierig zu leiten geltenden Puccini-Oper La Bohème war Cremers Durchbruch als Dirigent im Alter von 24 Jahren. Fortan dirigierte er in Stuttgart den Bereich der deutschen Spieloper, Mozart-Opern, das italienische Opern-Repertoire, die „gehobene“ Operette sowie Konzerte und Ballettveranstaltungen. Weiters hatte er die musikalische Leitung bei den Stuttgarter Opernbällen inne.
1957 wechselte er als „Erster Kapellmeister“ an das Badische Staatstheater Karlsruhe.
1965 begann Cremers Zusammenarbeit mit dem Kölner Rundfunkorchester, das später in „WDR Rundfunkorchester Köln“ umbenannt wurde. Er war dort zunächst Gastdirigent und wurde 1967 als zukünftiger Chefdirigent unter Vertrag genommen. Von 1968 bis 1990 war er Chefdirigent des WDR-Rundfunkorchesters Köln. Sein Co-Dirigent wurde Heinz Geese. Als Chefdirigent war Cremer neben der Orchesterleitung auch für die Programmgestaltung, die Musikaufnahmen und für die Organisation von Gastkonzerten und Gastspielen im Ausland zuständig. Cremer „prägte das Orchester des WDR ganz wesentlich“ und spielte mit ihm mehr als 1000 Aufnahmen ein, darunter viele Ur- und deutsche Erstaufführungen. Unter Cremers Leitung wurde u. a. die US-amerikanische Opernsängerin Anna Moffo für Konzerte und Rundfunkaufnahmen nach Köln engagiert. Cremer förderte junge, damals noch unbekannte Sänger wie Julia Migenes und Arleen Augér, mit der er 1968 beim WDR in Köln eine Gesamtaufnahme der Gilbert/Sullivan-Operette Die Piraten von Penzance produzierte. Cremer gilt auch als Entdecker des Tenors René Kollo, den er bei einem Vorsingen Kollos, der damals noch als Schlagersänger aktiv war, in Karlsruhe kennenlernte. Mit Kollo und Migenes spielte Cremer zahlreiche Operettenaufnahmen ein; als Partnerinnen für René Kollo verpflichtete er mit Wendy Fine (Der Rastelbinder/Die Zirkusprinzessin), Ingrit Liljeberg (Der Vetter aus Dingsda ) und Ruth-Margret Pütz (Madame Pompadour) drei klassische Opernsängerinnen, die sich sonst nur selten der Operette widmeten.
1990 ging Curt Cremer in den Ruhestand. 1994 zog er mit seiner Frau nach Bad Boll im Landkreis Göppingen, wo er ein Haus als Altersruhesitz erwarb. Aus Cremers Ehe ging ein Sohn hervor, der das anthroposophisch geführte Internat Eckwälden besuchte.
Curt Cremer starb im September 2016 im Alter von 89 Jahren in seiner schwäbischen Wahlheimat Bad Boll.